# Стрессаті (фільм)
«Стрессаті» («Stressati») — італійський комедійний кінофільм 1997 року, знятий режисером Мауро Каппеллоні.

## Сюжет
Тридцятирічні друзі зі шкільних часів, Марко та Дадо, працюють у сатиричній газеті, яка перебуває у стані вічної кризи. Дадо має великий успіх у жінок, у той час як Марко має більше проблем у цій справі. Але одного разу в їхньому житті з'являються Адель і Марія.

## У ролях
- Джанмарко Тоньяцці: Джуліо на прізвисько «Дадо»
- Даніеле Ліотті: Марко на прізвисько «Тратто»
- Еліана Мільйо: Марія
- Барбара Ліві: Адель
- П'єро Натолі: Джино
- Моніка Скаттіні: Адріана
- Віра Джемма: Джованна
- Алессандро Пачі: Стефано
- Сабріна Кнафліц: Ельвіра
- Джамп'єро Інграсса: Джакомо
- Алекс Брітті: Алекс
- П'єрлуїджі Діако: Піджі
- Адріана Руссо: Джудітта
- Джоанна Чаттон: Хелена
- Соня Топаціо: коханка в червоному
- Массімо Вертмюллер: «Латунь»
- Армандо Де Рацца: «Протез»
- Ізабель Руссінова: Сімона
- Моніка Беллуччі: дівчина в шубі
- Крістіано Мілітелло: хлопчик на прослуховуванні
- Серджо Каммарьєре: мультиплікатор
- Лука Кассоль: хлопчик з сосною
- Валеріо Мастандреа: Бертареллі

## Знімальна група
- Режисер: Мауро Каппеллоні
- Сценарій: Мауро Каппеллоні, Еліде Кортезі
- Оператор: Джузеппе Тінеллі
- Монтаж: Розелла Моччі
- Музика: Алекс Брітті
- Художник: Томмазо Бордоне
- Костюми: Роберта Гвіді Ді Баньйо
- Грим: Гоффредо Каліссе